# Beestenveld
Het Beestenveld is een bosgebied in de Peel bij De Rips  in de Nederlandse provincie Noord-Brabant. Het bosgebied is 398 ha groot en is eigendom van Staatsbosbeheer. 

## Omgeving
Het Beestenveld sluit in het zuiden nauw aan bij landgoed Stippelberg. Samen met de Stippelberg en de Nederheide maakt het deel uit van een zeer uitgestrekt aaneengesloten bosgebied van in totaal ca 1925 ha. In het noorden bevinden zich op enige afstand Landgoed De Sijp, de kom van De Rips en de Aerlesche Peel. In het oosten ligt de Jodenpeel, een landbouwontginning.

## Beheer
Oorspronkelijk was het Beestenveld een deels droog, deels moerassig heideveld in de omgeving van de Peel. De naam duidt op een gebied dat bestemd was voor begrazing met runderen. Vanaf 19e eeuw werd het gebied bebost ten behoeve van de mijnbouw. Het bestaat uit een vrij eenvormig bos van vooral Grove den Slechts enkele lanen bestonden oorspronkelijk uit loofhout, om aldus bosbranden beter te kunnen beteugelen. Nadat Staatsbosbeheer in 1979 dit terrein verwierf is het beheer meer op natuurherstel gericht, waardoor het bos geleidelijk aan meer afwisselend wordt.
De Klotterpeel wordt met zijn omgeving begraasd door een kudde runderen.

## Bezoek
Het gebied vormt als wandelgelegenheid een geheel met de Stippelberg. Het is vrij toegankelijk en er zijn diverse rondwandelingen uitgezet die beginnen aan de Deurneseweg, bij de Rips en aan de Hazenhutsedijk. Het gebied wordt wel uitgezocht voor lange wandelingen vanwege de diepe rust en het grootschalige netwerk van zandpaden, die zich ver uitstrekken in alle richtingen.
Aan de Hazenhutsedijk begint ook een laarzenpad rond de Klotterpeel.

## Klotterpeel
Ten oosten van de Deurneseweg die van Milheeze naar De Rips loopt vindt men nog een stuk oorspronkelijke natuur: de Klotterpeel. Deze inclusief randzones 25 ha grote rest van een ooit uitgestrekt veengebied bestaat thans uit wat vochtige heide met een door turfstekerij ontstane plas, waarin resten liggen van het in 1939 voltooide Koordekanaal. De naam Klotterpeel verwijst naar de turfstekerij.
Broedvogels zijn onder meer Blauwborst, Waterral en Rietgors. Onder de verharde weg door loopt een tunneltje voor de passage van amfibieën.

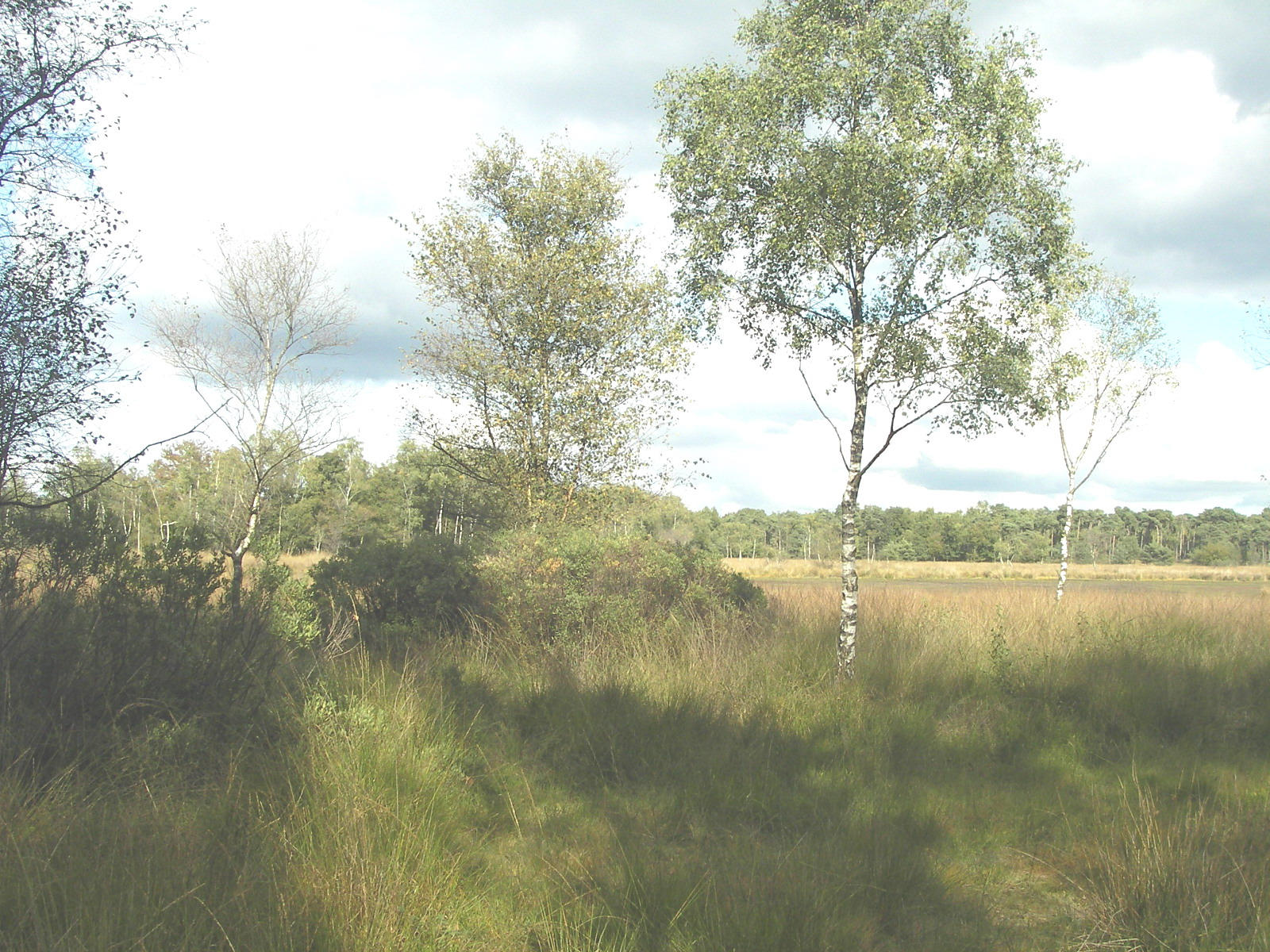
De Klotterpeel